# Кызылкорган
Кызылкорган (каз. Қызылқорған) — средневековое укрепление, расположенное в Созакском районе Южно-Казахстанской области Республики Казахстан. В 1948 году исследован Южно-Казахстанской археологической экспедицией (рук. А. Н. Бернштам). По словам Бернштама, в XIX веке использовался в качестве караван-сарая.
Находится в ущелье Уланбель в нижнем течении реки Шу.
Кызылкорган-1 — четырёхугольный холм, площадь 32×32 м, высота 2 м. Вокруг него ров шириной 4 м и глубиной 0,5 м.
Укрепление Кызылкорган-2 имеет площадь 35×35 м, высота 2 м. Вокруг него — ров шириной 3—6 м и глубиной 1 м. Кызылкорган-1 расположен в Таласском районе Жамбылской области, в 10—12 км северу аула Ойык. В 5 км севернее него расположено укрепление Кызылкорган-2. В 1980 году исследован Жамбылским областным историко-краеведческим музеем (рук. К. Байбосынов), в 1983 году археологическим отрядом КазГУ (рук. М.Елеуов), в 2000 году Южно-Казахстанской комплексной археологической экспедицией (рук. Карл Байпаков).
Кызылкорган-1 многоугольная площадка 40×30 м, высота 1 м. Окружён дувалом шириной 8—10, высотой 1—1,5 м. На дувале сохранились остатки 8 сторожевых башен. Наружные ворота крепости на северо-западной окраине. Из разведочной ямы площадью 1×1,5 м дувала, определён культурный слой укрепления в 2 м.
Кызылкорган-2 прямоугольный, площадь 165×170 м. Окружён дувалом шириной 20 м, высота 2 м. Сохранились места 15 сторожевых башен. Наружные ворота на северо-восточной окраине. Городище окружает ров шириной 2 м, глубиной 2—2,5 м. Найденные предметы показывают, что в X—XII вв. городище было поселением.